# Аликовский районный дворец культуры
Аликовский районный дворец культуры (АРДК) — учреждение культуры Аликовского района Чувашской республики, находящееся в селе Аликово. Рядом расположены школа, музей, почтамт, автовокзал. Перед зданием — центральная площадь села, за ней — церковь Успения Божией Матери (ранее аликовский клуб располагался в здании этого храма, закрытого после революции).
29 августа  2011 года АРДК переименован в МБУК "Межпоселенческий культурно-досуговый центр" Аликовского района Чувашской Республики, директором которого ныне является Андреева Любовь Михайловна.

## Проведение фестиваля «Вирьял шевлисем»
Фестиваль вырос из районного смотр-конкурса чувашской эстрадной песни. Ныне это межрегиональный фестиваль исполнителей чувашской эстрадной песни. Учредителями этого музыкального конкурса являются Министерство культуры, по делам национальностей, информационной политики и архивного дела Чувашской Республики и администрация Аликовского района. 15-й фестиваль прошёл в мае 2011 года. За время его проведения в Аликовском районе приняло участие более 2500 участников в возрасте от 5 до 40 лет.

## Художественные коллективы Дворца культуры

### Аликовский народный театр
В 1934 уроженец соседней деревни Синер В. И. Волков впервые в районе организует драматический кружок, с него и начинается постановка спектаклей.
В 1967 кружковцы талантливо ставят комедию по пьесе А. Эсхеля «Виçĕ туй» («Три свадьбы»). Приехавшая на просмотр этой постановки из Чебоксар комиссия рекомендует присвоить драматическому коллективу имени «Народный театр».
Первая работа Аликовского народного театра —комедия по пьесе марийского драматурга А. Волкова «Туй икерчи» («Свадебные блины»). Премьера прошла 20 ноября 1968 года. Спектакль прошёл 20 показов.
В 1990 народный театр выезжает на десять дней на гастроли в Башкортостан, участвует во Всероссийском фестивале с музыкальной комедией «Виçĕ туй» в обновленном прочтении. В 1992 году театральный коллектив ставит на сцене комическую пьесу «Юрату — хăпарту мар» (Любовь не игрушка), эту же работу выносит на суд жюри республиканского фестиваля народных театров. Спектакль 2 раза был показан по Чувашскому телевидению.
Театр удостоен многих дипломов на республиканских и всесоюзных смотрах народного творчества.

### Народный ансамбльВалинкке
В 1970 году по инициативе Любови Михайловны Константиновой, тогда она была директором Аликовского дворца культуры, родился Валинкке — народный фольклорный ансамбль песни и танца верховых чувашей. В составе коллектива около 60 мастеров народного художественного творчества. Участники «Валинкке» работают в школе, поликлинике, учатся в школе, на пенсии, объединяет их в свободное время любовь к старинной народной песне, почитание древних традиций. Артисты посетили концертной программой Москву, Волгоград, Саратов, Киров, Богородск (Нижегородская область), Башкортостан, Татарстан, Марий Эл, Тюмень, Екатеринбург, Красноярск, Ульяновск.
Ансамбль «Валинкке» принимал участие во многих фестивалях — «Родники России», «Между Сурой и Цивилем», «Древние узоры», также в республиканских «Акатуях», принимает гостей ежегодно проводимого Межрегионального фестиваля чувашской эстрадной музыки Вирьял шевлисем.
Детская группа "Валинкке" удостоена премий фестивалей «Черчен чечексем» («Цветы Чувашии») и ««Пĕчĕк çеç путене»» («Перепелочка»).